# 유엔 국제 무역법 위원회
유엔 국제거래법위원회(United Nations Commission on International Trade Law, UNCITRAL)는 "국제 무역법의 단계적인 조화와 통일을 촉진하기 위해" 1966년 12월 17일 유엔 총회 결의 2205 (XXI)에 의해서 설립된 유엔의 조직(총회의 보조 기관)이다.
UNCITRAL는 국제거래법의 분야에서 유엔의 중심적인 법률 기관이며, 중재, 조정, 국제 물품 매매, 전자 상거래 등에 대해 국제적으로 활용되고 있다.
UNCITRAL의 연차 총회는 뉴욕과 빈에서 번갈아 가면서 열리고 있다.

## 역사 및 설립
1960년대 이후 국제 거래가 극적으로 증가하자, 각국 정부는 개별 국가와 지역의 규제를 조화롭게 통일하기 위한 국제적 표준과 규정이 필요하다는 것을 인식하기 시작했다.
1966년 12월 17일, 유엔 총회에서 "국제거래법의 단계적인 조화와 통일의 촉진"을 목적하는 국제거래법위원회를 설립하는 것이 결의되었다.(A/RES/2205 (XXI))

## 회원국
유엔 총회 결의 2205 (XXI)에 의해 최초에는 29개의 유엔 가맹국으로 구성되었지만, 1973년에는 36개국으로 늘어났고, 현재는 60개 가맹국으로 구성되어 있다. UNCITRAL는 다양한 지역적 차이뿐만 아니라 서로 다른 법적 전통과 경제 개발 수준을 대표한다. 회원국은 유엔 총회를 통해 선출된다. 지리적으로 아프리카 14국, 아시아 14국, 동유럽 8국, 라틴 아메리카 10국, 서유럽 14개국으로 이루어져 있다. 회원국의 임기는 6년으로, 3년마다 반수가 다시 선출된다.위원회 구성국이 아닌 유엔 회원국 및 비회원국은 옵서버로 위원회의 본회의 및 실무작업반(Working Group) 회의에 참석한다.
2010년 6월 21일 기준으로, 위원회의 구성국과 그 임기 만료년은 다음과 같다.
- 알제리 (2016)
- 아르헨티나 (2016)
- 아르메니아 (2013)
- 오스트레일리아 (2016)
- 오스트리아 (2016)
- 바레인 (2013)
- 벨라루스 (2011)
- 베냉 (2013)
- 볼리비아 (2013)
- 보츠와나 (2016)
- 브라질 (2016)
- 불가리아 (2013)
- 카메룬 (2013)
- 캐나다 (2013)
- 칠레 (2013)
- 중국 (2013)
- 콜롬비아 (2016)
- 체코 (2013)
- 이집트 (2013)
- 엘살바도르 (2013)
- 피지 (2016)
- 프랑스 (2013)
- 가봉 (2016)
- 독일 (2013)
- 그리스 (2013)
- 온두라스 (2013)
- 인도 (2016)
- 이란 (2016)
- 이스라엘 (2016)
- 이탈리아 (2016)
- 일본 (2013)
- 요르단 (2016)
- 케냐 (2016)
- 라트비아 (2013)
- 말레이시아 (2013)
- 몰타 (2013)
- 모리셔스 (2016)
- 멕시코 (2013)
- 모로코 (2013)
- 나미비아 (2013)
- 나이지리아 (2016)
- 노르웨이 (2013)
- 파키스탄 (2016)
- 파라과이 (2016)
- 필리핀 (2016)
- 폴란드 (2012)
- 대한민국 (2013)
- 러시아 (2013)
- 세네갈 (2013)
- 싱가포르 (2013)
- 남아프리카 공화국 (2013)
- 스페인 (2016)
- 스리랑카 (2013)
- 태국 (2016)
- 튀르키예 (2016)
- 우간다 (2016)
- 우크라이나 (2014)
- 영국 (2013)
- 미국 (2016)
- 베네수엘라 (2016)

## 사무국
UNCITRAL 사무국은 유엔법률국(U.N. Office of Legal Affairs)의 국제무역법 법률국(International Trade Law Branch) 역할을 수행한다.

## 회기 및 조직
위원회는 연 1회 뉴욕의 유엔 본부(짝수년)와 빈의 비엔나 국제 센터(홀수년)에서 교대로 회기를 연다.
위원회에는 담당 업무를 수행하기 위해 아래의 여섯 개 워킹 그룹이 설치되어 있다. 각 워킹 그룹은 1년에 1회 또는 2회 회기를 여는 것이 통상이며, 이것도 뉴욕과 빈에서 교대로 개최된다.
- 워킹 그룹 I 조달
- 워킹 그룹 II 중재 및 조정
- 워킹 그룹 III 온라인 분쟁 해결(online dispute resolution)
- 워킹 그룹 IV 전자 상거래
- 워킹 그룹 V 도산법
- 워킹 그룹 VI 담보권

## 활동
위원회가 작성한 조약, 모델법 등의 문서에는 다음과 같은 것이 있다.
국제 상사 중재・조정
워킹 그룹 II가 담당하고 있다.
- 외국 중재 판단의 승인 및 집행에 관한 조약(뉴욕 조약, 1958년)
- UNCITRAL 중재 규칙(1976년 4월 28일)[5]
- UNCITRAL 상사 조정 규칙(1980년)
- UNCITRAL 중재 규칙에 근거하는 중재에 관계된 중재 기관 및 그 외의 관련 기관을 지원하기 위한 권고(1982년)
- 국제 상사 중재 모델법(1985년 6월 21일): 위원회는 1985년 6월 21일에 UNCITRAL 표준 국제 상사중재법을 공식 채택함과 동시에 당해년도 유엔 총회의 결의로써 동법규를 각국이 이용토록 권장한 바 있다. 그 후 특히 카나다가 1986년에 최초로 UNCITRAL 표준국제 상사중재법을 그대로 국내법화함으로써 각국에서도 동 법규를 국내관련법규에 수용할 움직임을 보이기 시작하고 있다.[6] 이러한 국제중재에 관한 제도적 기반을 토대로, 동 위원회는 국제거래법에 대한 법적 규제가 아닌 법적 명확성과 예측가능성의 확보를 통해 법적, 사회적 및 경제적으로 다른 체제를 가진 국가들을 수용할 수 있도록 하여 국제경제관계의 조화로운 발전에 기여하고자 의도하였다.[7]
- 중재 수속의 조직에 관한 UNCITRAL 각서(1996년)
- 국제 상사 조정에 관한 UNCITRAL 모델법(2002년)
- 국제 상사 중재 모델법의 개정(2006년)
- 1958년 외국 중재 판단의 승인 및 집행에 관한 조약의 제II조 제 2항 및 제VII조 제 1항의 해석에 관한 권고(2006년)
- UNCITRAL 중재 규칙의 개정(2010년)

국제 물품 매매 및 관련하는 거래
워킹 그룹 I~VI의 업무와 관련 있다.
- 동산의 국제적 매매에 있어서의 제한 기간에 관한 조약(1974년)
- 국제 물품 매매 계약에 관한 유엔 협약(1980년)
- 불이행에 임해 지불해야 할 약정액에 대한 계약 조항에 관한 통일 규칙(1983년)
- 국제 담보 무역업무에 관한 UNCITRAL 법률 가이드(1992년)

담보권
워킹 그룹 VI가 담당하고 있다.
- 국제 거래에 있어서의 수취 계산의 양도에 관한 유엔 조약(2001년)
- 담보 거래에 관한 UNCITRAL 입법 가이드(2007년)
- 담보 거래에 관한 UNCITRAL 입법 가이드：지적 재산권에 있어서의 담보권에 관한 추가 보충(2010년)

도산(지불 불능)
워킹 그룹 V가 담당하고 있다.
- 국경을 넘은 지불 불능에 관한 UNCITRAL 모델법(1997년)
- 도산법에 관한 UNCITRAL 입법 가이드(2004년)
- 국경을 넘은 지불 불능에 대한 협력에 관한 UNCITRAL 실무 가이드(2009년)

국제 결제
워킹 그룹 I~VI의 업무와 관련 있다.
- 국제 환어음 및 국제 약속어음에 관한 유엔 조약(1988년)
- 국제 입금에 관한 UNCITRAL 모델법(1992년)
- 독립 보증 및 보증 신용장에 관한 유엔 조약(1995년)

국제 물품 운송
워킹 그룹 I~VI의 업무와 관련 있다.
- 유엔 해상 물품 운송 조약(Hamburg Rules, 1978년)
- 국제적인 운송 및 책임에 관한 여러 조약에 있어서의 책임 제한의 조정을 위한 통화 단위 조항 등의 조항안(1982년)
- 국제 상거래에 있어서 운송 터미널・오퍼레이터의 법적 책임에 관한 유엔 조약(1991년)
- 전부 또는 일부를 해상에 의한 국제 물품 운송을 위한 계약에 관한 유엔 조약(Rotterdam Rules, 2008년)

전자 상거래
워킹 그룹 IV가 담당하고 있다.
- 컴퓨터 기록의 법적 가치에 관한 권고(1985년)
- 전자 상거래에 관한 UNCITRAL 모델법(1996년)
- 전자서명에 관한 UNCITRAL 모델법(2001년)
- 국제 계약에 있어서의 전자 통신의 사용에 관한 유엔 조약(2005년)
- 간행물 「전자 상거래에의 신뢰의 촉진：전자 인증 및 서명 방법의 국제적 사용에 관한 법적 문제」(2007년)

조달 및 인프라 정비
워킹 그룹 I가 담당하고 있다.
- 국제적 공업 시설 건설 공급 계약에 관한 UNCITRAL 법률 가이드(1987년)
- 물품 및 공사의 조달에 관한 UNCITRAL 모델법(1993년)
- 물품, 공사 및 서비스의 조달에 관한 UNCITRAL 모델법(1994년)
- 민간 융자 인프라 정비 프로젝트에 관한 UNCITRAL 입법 가이드(2000년)
- 민간 융자의 인프라 정비 프로젝트에 관한 UNCITRAL 모델 입법 규정(2003년)

## 대한민국과의 관계
1980년 4월 빈에서 개최된 국제물품매매계약에 관한 유엔협약 채택회의에 대한민국은 옵저버로 최초 참석하였고, 이후 본회의 및 실무그룹회의에 계속 참석하였다. 1996년 채택된 전자상거래 모델법을 기초로 대한민국은 1999년 2월, 전자거래기본법 및 전자서명법을 제정하였다.

## 같이 보기
- 유엔 사무국 법률실